# Sepp Maier
Pour les articles homonymes, voir Maier.
Josef Maier, dit Sepp Maier, né le 28 février 1944 à Metten en Allemagne, est un footballeur allemand évoluant au poste de gardien de but.
Avec 709 matchs, le joueur du Bayern Munich est le deuxième joueur le plus capés, après une autre légende, Thomas Müller. Il était à son époque, le milieu des années 1970, considéré comme l'un des meilleurs gardiens du monde, avec le néerlandais Van Beveren.
Il a remporté tous les grands titres nationaux et internationaux : champion du monde, champion d'Europe, champion d'Allemagne, Ligue des champions, Coupe d'Allemagne et Coupe d'Europe des vainqueurs de coupe.
Sepp Maier est l'un des grands joueurs allemands qui dominent, aussi bien avec le Bayern qu'en équipe nationale (Allemagne de l'Ouest), le football européen et mondial des années 1970.
Son surnom — « le Chat de Anzing » ou plus simplement « le Chat » — vient de sa capacité à bondir sur chaque ballon aérien ou dans les pieds adverses.

## Biographie

### Enfance et débuts (1944-1959)

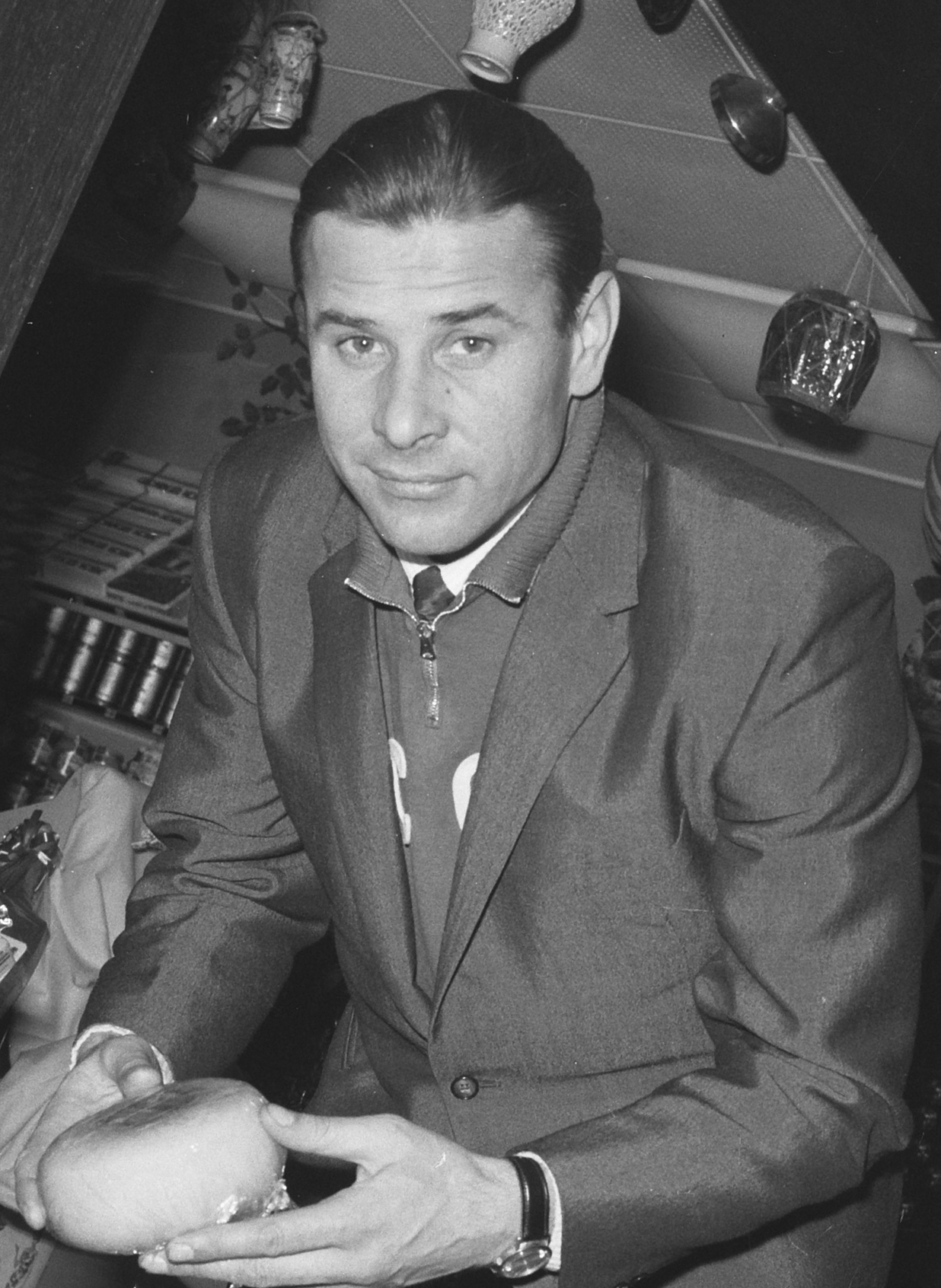
Lev Yachine, légendaire gardien soviétique, idole de Maier.

Josef Dieter Maier né le 28 février 1944 à Metten en Basse-Bavière. Son père travaille dans les hôpitaux en tant que commis dans le bureau et sa mère comme infirmière. C'est un couple sportif, elle ayant joué au handball dans sa jeunesse et lui joueur du TSV Haar Fussball.
Passionné de football et de gymnastique, il est deux fois champion de district. Pour ce qui est du football, après avoir joué dans les prairies avec ces deux petits frères, il s'inscrit au TSV Haar à l'âge de 7 ans. Dès l'année suivante, il est surclassé pour évoluer avec des joueurs de trois ans ses ainés. Évoluant au poste d'attaquant, il aime aussi mettre à profit sa souplesse gymnique en gardant les buts. Malgré son rêve de devenir acteur, à 14 ans, il commence une formation de machiniste à Haar. En pause et après le travail, Maier court taper dans le ballon.
Lors d'un match de coupe contre le grand club de la région, le Bayern Munich, le gardien de son équipe se blesse au bras et doit laisser sa place. Il demande à son entraineur de prendre le poste et malgré la défaite 9-1, il est repéré par le responsable des jeunes du Bayern. Il le sélectionne pour un match contre Salzbourg. Durant le match, Maier arrête 2 penalty et son équipe l'emporte 2-1.
Ses idoles sont le légendaire portier soviétique Lev Yashin et le comique Karl Valentin.

### Bayern Munich (1959-1979)
À 15 ans, il intègre l'équipe juniors du Bayern Munich en 1959.
En 1965, il fait ses débuts en équipe première. La rencontre a lieu le 14 août 1965 et contre le TSV 1860 Munich et une défaite 1-0.
Après la montée du club en Bundesliga, Maier contribue pour une large part au succès de son équipe. Avec Franz Beckenbauer et Gerd Müller, Maier forme l'ossature du Bayern des années 1970, qui enchaîne les titres. Cette association est le symbole d’un Bayern qui met l’Europe à ses pieds.
Durant sa carrière exclusivement bavaroise, il gagne quatre coupes de RFA, autant de Bundesliga et enlève la Coupe d'Europe des clubs champions à trois reprises, en 1974, 1975 et 1976, ainsi que la Coupe Intercontinentale en 1976. Maier bat le record de présence sans interruption en Championnat avec 447 matches (sur 473) de suite en 13 saisons. Une série que seul l'accident interrompt,.

### Sélection nationale (1966-1979)

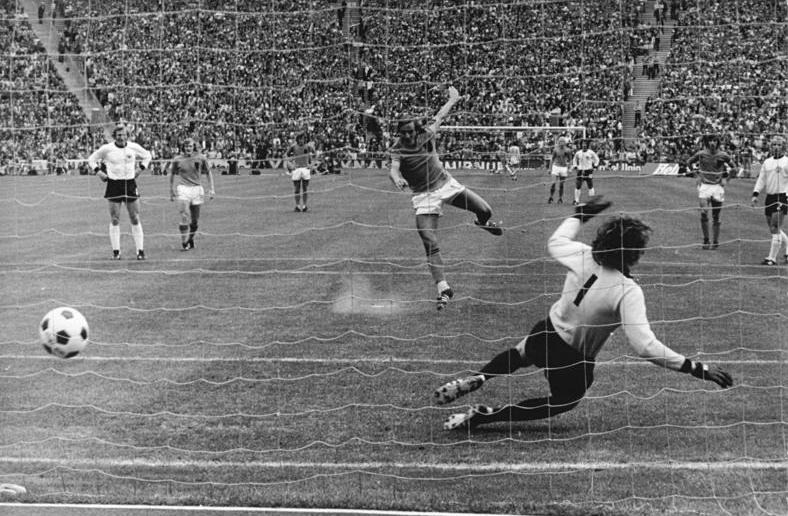
Johan Neeskens trompe Maier en finale de la Coupe du monde 1974 dès la 2e minute de jeu sur penalty.

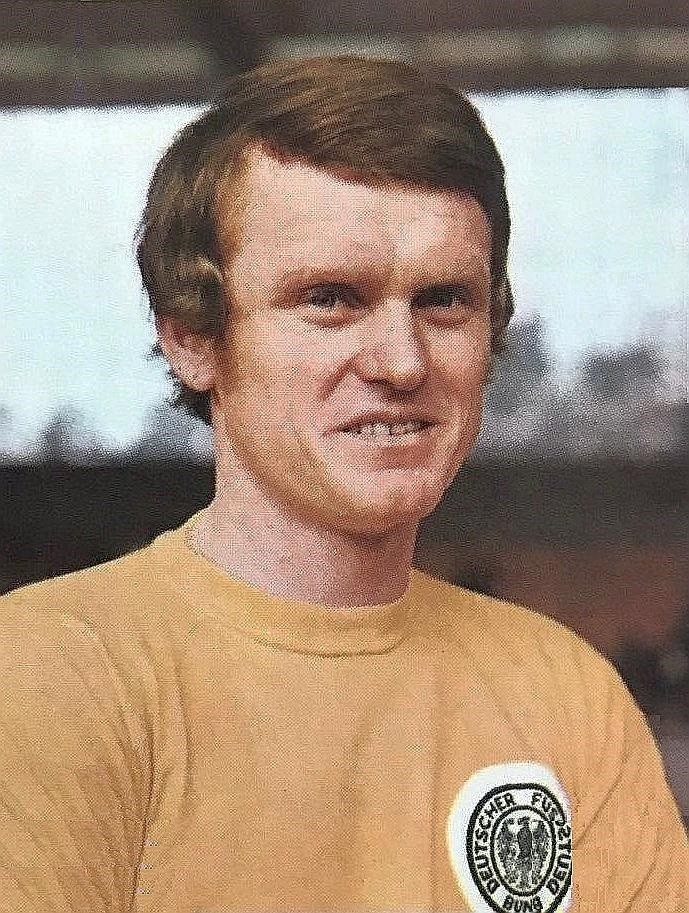
Sepp Maier en 1970 (3e au Estadio Azteca de Mexico).

Sepp est le remplaçant d'Hans Tilkowski pour la Coupe du monde 1966 sans faire son apparition. Il s'impose dans le but allemand lors de l'édition suivante au Mexique, l'Allemagne de l'Ouest atteignant les demi-finales.
Sous les couleurs de son pays, sa carrière exemplaire est couronnée par une Coupe d'Europe des Nations en 1972, puis par une Coupe du monde gagnée dans son pays en 1974. On retient surtout de Maier sa superbe performance en finale, gagnée 2-1 face aux Pays-Bas. Ce jour-là, Maier est l'un des principaux artisans de cette victoire grâce notamment à un arrêt réflexe exceptionnel sur une reprise de volée de Johan Neeskens, à bout portant. Il garde sa cage inviolée durant quatre de sept matches de la compétition.
En 1976, lors de la finale du Championnat d'Europe opposant la Tchécoslovaquie à la République fédérale d'Allemagne à Belgrade, Sepp Maier est la "victime" malheureuse d'Antonin Panenka, qui, d'une balle brossée marque le dernier penalty de l'équipe tchèque, 
permettant à cette dernière de devenir championne d'Europe.
L'Allemagne de l'Ouest est éliminée lors de la deuxième phase de la Coupe du monde 1978, malgré un arrêt exceptionnel de Maier en Argentine. C'est son dernier grand tournoi international.

### L'après football

#### Entraîneur de gardiens (1987-2008)

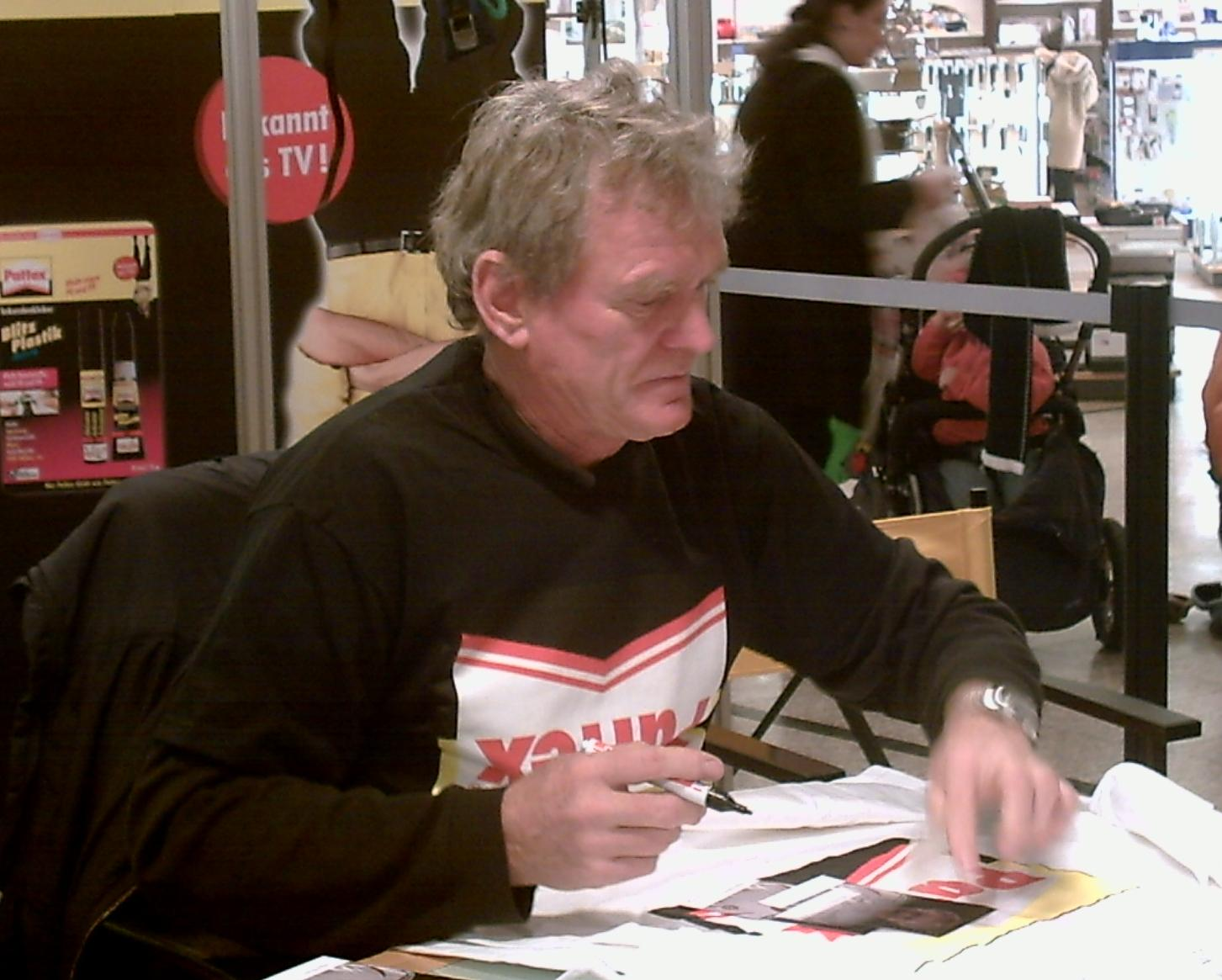
Sepp Maier signant des autographes en 2007.

En octobre 1987, son ami et ex-coéquipier Franz Beckenbauer lui demande de venir entraîner les gardiens de l'équipe nationale allemande.
De 1994 à 2008, Maier est aussi le solide entraîneur des gardiens au Bayern Munich et contribue à ce qu'Oliver Kahn soit l'un des meilleurs du monde dans son domaine. Durant sa carrière, il entraîne aussi des portiers comme Bodo Illgner et Andreas Köpke. Il entraîne en sélection allemande jusqu'au 10 octobre 2004, alors sous la direction de Jürgen Klinsmann, et un match contre l'Iran après 44 années de services. Il publie un livre d'entraînement avec plus de 100 exercices pour gardiens.
Avec le club munichois, il remporte six nouvelles Bundesliga (1997, 1999, 2000, 2001, 2003), les Coupes d'Allemagne 1998 et 2000, ainsi que la Coupe UEFA 1996, la Ligue des champions 2001 accompagnée de la Coupe intercontinentale la même année. Avec la sélection, remporte la Coupe du monde 1990, l'Euro 1996 avant de perdre en finale du Mondial 2002.

## Palmarès

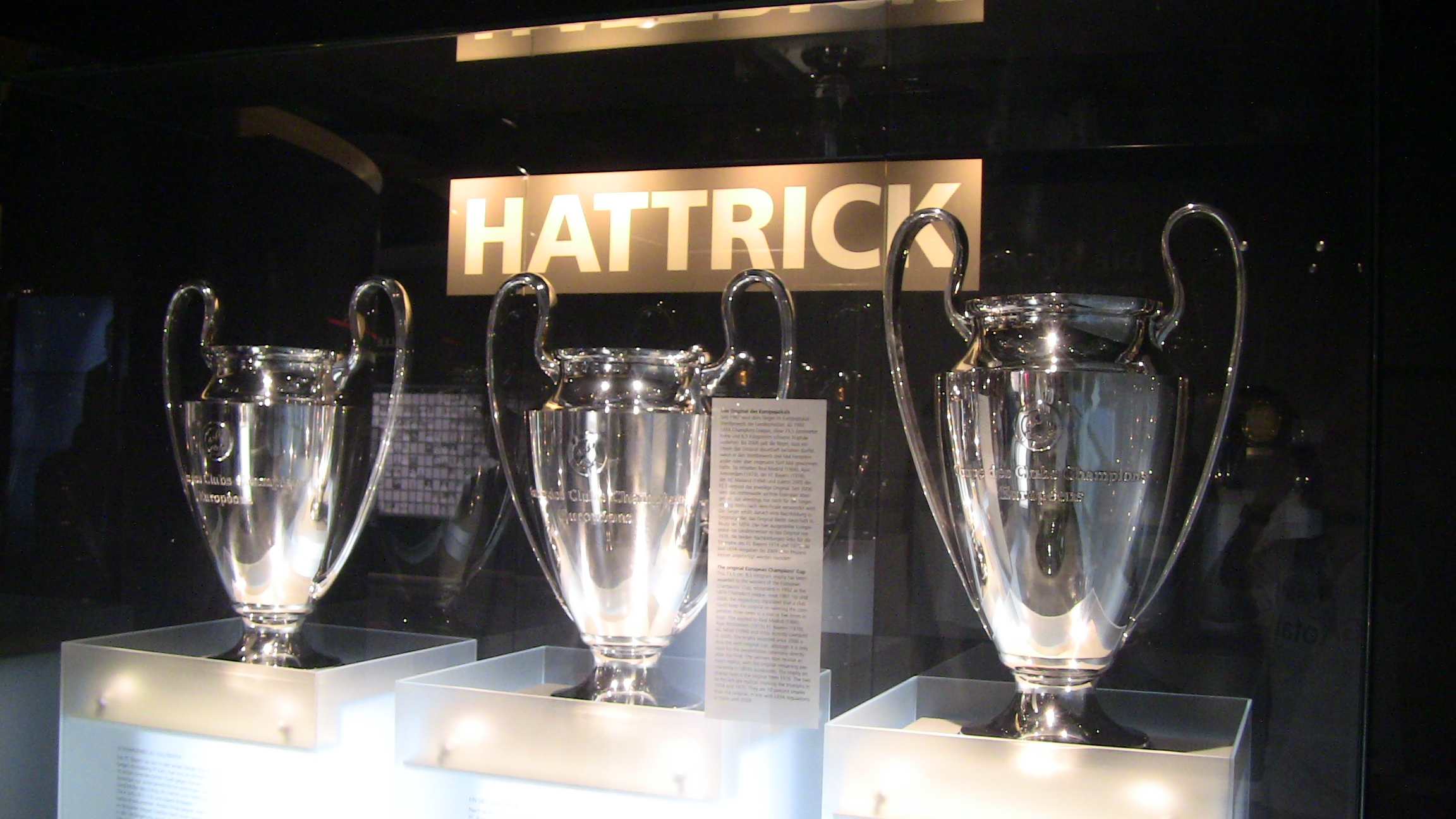
Les trois Coupes des clubs champions remportées à la suite.

### Trophées collectifs
| Bayern Munich | RFA |
| - Championnat d'Allemagne (4) - Champion en 1969, 1972, 1973, 1974 - Coupe d'Allemagne (4) - Vainqueur en 1966, 1967, 1969, 1971 - Coupe des champions (3) - Vainqueur en 1974, 1975 et 1976 - Coupe des coupes (1) - Vainqueur en 1967 - Supercoupe de l'UEFA - Finaliste en 1975 et 1976 - Coupe intercontinentale (1) - Vainqueur en 1976 | - Coupe du monde (1) - Vainqueur en 1974 - Finaliste en 1966 - Troisième en 1970 - Championnat d'Europe (1) - Vainqueur en 1972 - Finaliste en 1976 |

### Distinctions personnelles
Rien d'étonnant donc à ce que Maier reçoit durant sa carrière un nombre étonnant de distinctions personnelles. Élu footballeur allemand de l'année à trois reprises, il est également sacré gardien allemand du siècle. Au classement mondial des meilleurs gardiens de but du XXe siècle, Maier occupe la quatrième place derrière trois noms emblématiques, le Soviétique Lev Yachine, l'Anglais Gordon Banks et l'Italien Dino Zoff.
- Footballeur allemand de l'année en 1975, 1977 et 1978[5]
- Gardien européen de l'année en 1975
- Nommé au FIFA 100

## Statistiques
| Compétition          | Nbr |
| -------------------- | --- |
| Match amical         | 49  |
| Coupe du monde       | 18  |
| Championnat d'Europe | 4   |
| Qualifications Euro  | 19  |
| Qualifications CdM   | 5   |
| Total                | 95  |

Sepp Maier joue 536 matchs de championnats avec le Bayern Munich dont les 473 derniers en Bundesliga. Il prend aussi part à 63 matchs de Coupe d'Allemagne.
En compétition européenne, Maier joue son premier match le 13 mars 1963 contre le Dinamo Zagreb en quart de finale aller de la Coupe des villes de foires 1962-1963. Il joue également quatre matches de Supercoupe de l'UEFA avec les munichois pour un total de 83 matchs européens.
Le Chat d'Anzing joue sa première sélection le 4 mai 1966 contre l'Irlande (4-0). En treize ans de présence, il prend part à 95 rencontres internationales. Il connait un taux de succès de 72,63 % (56 victoires pour 26 nuls et 13 défaites) et n'encaisse que 80 buts au total. Sa dernière sélection arrive le 26 mai 1979 contre l'Islande et une victoire 3-1.
Sources,, :
| Saison                | Club                  | Championnat           | Championnat | Championnat | Coupe(s) nationale(s) | Coupe(s) nationale(s) | Compétition(s) continentale(s) | Compétition(s) continentale(s) | Compétition(s) continentale(s) | Coupe intercontinentale | Coupe intercontinentale | Supercoupe UEFA | Supercoupe UEFA | Play-offs | Play-offs | Allemagne de l'Ouest | Allemagne de l'Ouest | Total | Total |
| Saison                | Club                  | Division              | M.          | B.          | M.                    | B.                    | Comp.                          | M.                             | B.                             | M.                      | B.                      | M.              | B.              | M.        | B.        | M.                   | B.                   | M.    | B.    |
| 1962-1963             | Bayern Munich         | Oberliga Süd          | 4           | 0           | -                     | -                     | C3                             | 1                              | 0                              | -                       | -                       | -               | -               | -         | -         | -                    | -                    | 5     | 0     |
| 1963-1964             | Bayern Munich         | Regionalliga Sud      | 23          | 0           | -                     | -                     | -                              | -                              | -                              | -                       | -                       | -               | -               | 6         | 0         | -                    | -                    | 29    | 0     |
| 1964-1965             | Bayern Munich         | Regionalliga Sud      | 36          | 0           | -                     | -                     | -                              | -                              | -                              | -                       | -                       | -               | -               | 6         | 0         | -                    | -                    | 42    | 0     |
| 1965-1966             | Bayern Munich         | Bundesliga            | 31          | 0           | 6                     | 0                     | -                              | -                              | -                              | -                       | -                       | -               | -               | -         | -         | 1                    | 0                    | 38    | 0     |
| 1966-1967             | Bayern Munich         | Bundesliga            | 34          | 0           | 5                     | 0                     | C2                             | 9                              | 0                              | -                       | -                       | -               | -               | -         | -         | 4                    | 0                    | 52    | 0     |
| 1967-1968             | Bayern Munich         | Bundesliga            | 34          | 0           | 4                     | 0                     | C2                             | 8                              | 0                              | -                       | -                       | -               | -               | -         | -         | 3                    | 0                    | 49    | 0     |
| 1968-1969             | Bayern Munich         | Bundesliga            | 34          | 0           | 6                     | 0                     | -                              | -                              | -                              | -                       | -                       | -               | -               | -         | -         | 8                    | 0                    | 48    | 0     |
| 1969-1970             | Bayern Munich         | Bundesliga            | 34          | 0           | 1                     | 0                     | C1                             | 2                              | 0                              | -                       | -                       | -               | -               | -         | -         | 8                    | 0                    | 45    | 0     |
| 1970-1971             | Bayern Munich         | Bundesliga            | 34          | 0           | 2+7                   | 0+0                   | C3                             | 8                              | 0                              | -                       | -                       | -               | -               | -         | -         | 8                    | 0                    | 59    | 0     |
| 1971-1972             | Bayern Munich         | Bundesliga            | 34          | 0           | 5                     | 0                     | C2                             | 8                              | 0                              | -                       | -                       | -               | -               | -         | -         | 9                    | 0                    | 56    | 0     |
| 1972-1973             | Bayern Munich         | Bundesliga            | 34          | 0           | 5                     | 0                     | C1                             | 5                              | 0                              | -                       | -                       | -               | -               | -         | -         | 4                    | 0                    | 48    | 0     |
| 1973-1974             | Bayern Munich         | Bundesliga            | 34          | 0           | 4                     | 0                     | C1                             | 10                             | 0                              | -                       | -                       | -               | -               | -         | -         | 12                   | 0                    | 60    | 0     |
| 1974-1975             | Bayern Munich         | Bundesliga            | 34          | 0           | 3                     | 0                     | C1                             | 7                              | 0                              | -                       | -                       | -               | -               | -         | -         | 5                    | 0                    | 49    | 0     |
| 1975-1976             | Bayern Munich         | Bundesliga            | 34          | 0           | 7                     | 0                     | C1                             | 9                              | 0                              | -                       | -                       | 2               | 0               | -         | -         | 8                    | 0                    | 60    | 0     |
| 1976-1977             | Bayern Munich         | Bundesliga            | 34          | 0           | 4                     | 0                     | C1                             | 6                              | 0                              | 2                       | 0                       | 2               | 0               | -         | -         | 6                    | 0                    | 54    | 0     |
| 1977-1978             | Bayern Munich         | Bundesliga            | 34          | 0           | 3                     | 0                     | C3                             | 6                              | 0                              | -                       | -                       | -               | -               | -         | -         | 13                   | 0                    | 56    | 0     |
| 1978-1979             | Bayern Munich         | Bundesliga            | 34          | 0           | 1                     | 0                     | -                              | -                              | -                              | -                       | -                       | -               | -               | -         | -         | 6                    | 0                    | 41    | 0     |
| Total sur la carrière | Total sur la carrière | Total sur la carrière | 536         | 0           | 63                    | 0                     | -                              | 79                             | 0                              | 2                       | 0                       | 4               | 0               | 12        | 0         | 95                   | 0                    | 791   | 0     |

## Anecdotes
- Durant sa carrière de joueur, Maier est l'un des premiers gardiens de but à expérimenter les gants en matériaux à base de mousse et de gomme[5],[3].
- En 95 sélections en équipe d'Allemagne, Sepp Maier ne reçoit qu'un seul carton jaune. C'est lors d'une rencontre du deuxième tour de la Coupe du monde 1978, face aux Pays-Bas (2-2)[5],[3].
- Le Bayern Munich contre l'équipe d'Allemagne : tel est le match d'adieu que Sepp Maier dispute à la fin de sa carrière. Il est le seul avec Oliver Kahn à avoir eu l'honneur d'un tel jubilé[3].
- Sur les 14 années qu'il a passées au Bayern Munich, Maier ne manque que trois journées de championnat, durant la saison 1965-1966 : lors des 10e, 11e et 34e journées, il est remplacé par Fritz Kosar. Maier dispute ainsi 422 matches consécutifs avec le Bayern pendant 13 ans, un record en Bundesliga[3].